# Prima di domani (film)
Prima di domani (Before I Fall) è un film del 2017 diretto da Ry Russo-Young.
Si tratta di una pellicola statunitense di genere fantastico drammatico, adattamento del romanzo E finalmente ti dirò addio (Before I Fall) di Lauren Oliver.

## Trama
Samantha Kingston, detta Sam, è una ragazza dell’ultimo anno di liceo che ha tutto ciò che un'adolescente potrebbe desiderare alla sua età: il ragazzo più bello della scuola, tre amiche fantastiche e una notevole popolarità. Arriva il fatidico “Giorno delle rose” (Cupid's Day), in cui i ragazzi e le ragazze del liceo ricevono rose da parte dei loro fidanzati o di persone anonime, ma Sam è emozionata per un altro motivo: quella sera dovrebbe avere il suo primo rapporto sessuale con il suo ragazzo, Rob. La sua amica Lindsay passa a prenderla in macchina la mattina presto e Sam mostra un atteggiamento ostile nei confronti dei genitori e della sorellina Izzy. Dopo aver recuperato in macchina le altre due amiche, Ally ed Elody, Sam e Lindsay arrivano finalmente a scuola e qui la protagonista riceve inaspettatamente due rose: una da parte di Rob e un’altra, molto più bella, da parte del suo vecchio amico Kent, probabilmente interessato a lei (nonostante Sam cerchi di evitarlo), che per quella sera ha organizzato una grande festa a casa sua. Dopo dubbi iniziali, Sam viene convinta dalle sue amiche ad andare alla festa, per cui quella sera stessa le quattro ragazze arrivano a casa di Kent: tutto va bene fino a quando alla festa non arriva Juliet, una ragazza emarginata da tutti e presa in giro dalle quattro ragazze. Lindsay la provoca, ne nasce una lite furibonda in cui le due ragazze s'insultano e tutti i partecipanti alla festa rovesciano addosso a Juliet i loro drink, invitandola ad andarsene. Juliet allora fugge in lacrime. Anche le quattro ragazze abbandonano la festa e se ne vanno con la macchina di Lindsey, ma il tragitto ha un tragico epilogo: la macchina sbanda e si ribalta, e le quattro ragazze muoiono nell'incidente.   
Tuttavia, la "mattina successiva" Sam si risveglia nel suo letto e scopre, dopo aver visionato lo schermo del proprio cellulare, di stare rivivendo la giornata appena passata; riesce a convincersi che il tutto sia uno scherzo, ma la giornata si ripete allo stesso modo, incluso il finale in cui le quattro amiche perdono la vita. Svegliatasi nuovamente, Sam capisce di stare vivendo ulteriormente quella giornata, perciò convince le sue amiche a non andare alla festa di Kent e a riunirsi invece a casa di una di loro, avendo capito che l'incidente con l'auto di Lindsay causerà la loro morte: il suo piano sembra funzionare, ma, dopo essersi addormentate, vengono svegliate nel cuore della notte dalle notifiche dei propri cellulari, scoprendo così con orrore che Juliet si è suicidata. Unitamente a ciò, Sam viene anche a sapere che, ai tempi della scuola elementare, Lindsay era la migliore amica di Juliet, ma poi l'aveva lasciata perdere per diventare amica di Samantha. A questo punto, Sam si risveglia nuovamente, ma nulla sembra essere cambiato: quella giornata sembra destinata a ripetersi all'infinito, indipendentemente dalle azioni della ragazza.
Seccata e ormai stanca di ripetere quella giornata, Sam decide  di dire e fare tutto quello che vuole: va a scuola con un vestito provocante e pesantemente truccata, litiga con i genitori e tratta male la sorellina, per poi litigare aspramente anche con Lindsay, che arriva addirittura a cacciarla dall’auto durante il tragitto per la scuola. Una volta giunta a scuola, rifiuta le rose ricevute e provoca un professore. Di sera, dopo essere andata alla festa, tenta di riappacificarsi con Lindsay (dietro consiglio di Elody), ma al party sopraggiunge Juliet e la protagonista decide così di restare esclusa da ciò che sta per accadere: ciò la spinge a fare l’amore con Rob e infine si rifugia in camera di Kent, dove scoppia in un pianto disperato. Viene poi raggiunta da Kent, che la conforta, e si addormenta con lui. La mattina seguente (in realtà sempre nello stesso giorno), Sam capisce di aver ricevuto un dono: poter vivere sempre la stessa giornata le permette di cambiare in meglio tutto ciò che è successo. Per questo motivo, decide di non andare a scuola e di passare l’intera mattinata con la sorellina, con cui non era mai stata tanto a lungo, arrivando a conoscerla veramente per la prima volta; quella sera poi va a cena al ristorante con i suoi genitori e cambia completamente atteggiamento anche verso di loro. Dopodiché va lo stesso alla festa di Kent, dove il ragazzo le confessa che, quando era piccolo, Samantha era stata la sua eroina, in quanto era stata la prima persona a farlo ridere dopo la morte del padre. Questo dialogo porta i due ragazzi a baciarsi, ma Sam scappa per rincorrere Juliet, perché vuole chiarire una questione con lei: la ragazza le svela che lei e Lindsay erano amiche in passato, ma, quando andava a dormire a casa sua, i suoi genitori litigavano sempre, al punto tale che l'amica si faceva la pipì addosso. Ogni volta che succedeva, Lindsay dava la colpa a Juliet, arrivando a soprannominarla “Fiume Giallo”: da quel momento, Juliet cominciò a essere presa in giro da Lindsay. Sam afferma di volerla aiutare, ma Juliet dichiara che ormai è troppo tardi e si getta sulla strada, dove viene travolta da un’auto sotto gli occhi attoniti di Sam. Subito si capisce che l'automobile è proprio quella delle ragazze guidata da Lindsay (sia perché è dello stesso modello e colore, sia per la musica che proviene dall'auto prima dello schianto), il che spiega la causa dell'incidente che si vede all'inizio della storia, accaduto apparentemente senza motivo; probabilmente Juliet aveva programmato tutto fin dal principio (ovvero di andare alla festa con lo scopo di provocare le ragazze e poi suicidarsi buttandosi contro il loro veicolo in corsa), o forse si è trattato semplicemente di uno scherzo del destino (lo stesso che perseguita Sam in quel giorno).
Quando la giornata si ripete per l'ennesima (e ultima) volta, Sam sa ormai cosa deve fare: dopo aver salutato e abbracciato i genitori e la sorellina, va a scuola con le amiche, a cui dice quanto vuole loro bene e le convince a non prendere più in giro Juliet, perché la ragazza non è una sociopatica come loro pensano, bensì una persona meritevole di rispetto come chiunque altro. Dopodiché prepara una rosa per Kent e gli scrive su una lettera “Sei il mio eroe”. Durante l’intervallo, invece, lascia Rob, perché ha capito che il ragazzo vuole solo avere un rapporto sessuale con lei e non la ama veramente. Di sera va alla festa e, dopo aver chiarito con Lindsay la questione del divorzio dei suoi genitori, bacia Kent e gli giura amore eterno. Alla fine rincorre Juliet e cerca di aiutarla facendole capire che il suicidio non è la soluzione di un problema, ma, quando la ragazza attraversa la strada, Sam la salva e viene travolta al suo posto da un camion, morendo. Durante l’impatto con il mezzo, si scopre il motivo per cui Samantha ha vissuto sempre la stessa giornata: le era stata data l’opportunità di modificare l’ultimo giorno della sua vita, cambiando atteggiamento nei confronti dei genitori e della sorellina, godendosi il rapporto con loro, capendo quanto volesse bene alle sue amiche, convincendole a rispettare Juliet, chiarendo con Lindsay la questione del divorzio dei genitori, capendo che Kent era il ragazzo giusto per lei e infine facendo capire a Juliet quanto sia preziosa la vita. Nel finale, mentre Juliet ringrazia in lacrime Sam per averla salvata, l’anima di Sam la guarda e dice che, in realtà, è stata Juliet a salvarla. Il film termina con Sam fiera di aver dato a Juliet l'opportunità di godersi la vita, a differenza di lei, che ne ha goduto soltanto una parte.

## Distribuzione
Il film è stato distribuito prima in Israele il 2 marzo 2017, poi il 3 marzo negli Stati Uniti.
Nelle sale italiane è uscito il 19 luglio 2017.

## Accoglienza

### Incassi
Il film ha subito riscontrato ottimi guadagni al botteghino, superando sia le aspettative che le spese effettuate per il film. 
Con un budget di circa 5 milioni di dollari, il film ha incassato quasi 130 milioni di dollari in tutto il mondo.

### Critica
Il film ha ricevuto critiche miste. Negli Stati Uniti, il film ha ricevuto diverse critiche positive.
Bad Taste ha dato una votazione di 9/10 definendolo “ il film adolescenziale per eccellenza, tale film è la rappresentazione cinematografica per gli adolescenti per dimostrare loro, quanto la vita sia importante, e di essere sempre felici, con la famiglia con gli amici è di trasmettere questa sensazione a chi ne ha bisogno. Possiamo definirlo la trasportazione cinematografia dell‘adolescenza.”
Coming Soon ha dato una votazione di 4/5 definendolo un ottimo film, ma non apprezzandolo al massimo proprio per il cast, facendo eccezione per Zoey Deutch, che definirono l’unica attrice del film.
Mymovies gli ha dato un 5/5 definendolo  “Semplicemente perfetto”.
Ovviamente ha ricevuto anche diverse critiche negative, diverse critici e siti web lo definirono banale e ripetitivo, e chi lo definisce addirittura un'offesa all'opera originale.

## Riconoscimenti
Il film è stato soggetto di diversi riconoscimenti cinematografici, riuscendo a vincerne però pochi di questi.
Teen Choice Awards al miglior film per ragazzi del 2017.